# Burji
Pour le woreda special, voir Burji (woreda spécial).
Le burji est une langue afro-asiatique de la branche des langues couchitiques parlée dans le Sud-Ouest de l'Éthiopie. Un groupe de locuteurs réside au Kenya, dans la région de Marsabit.

## Classification
Le burji est classé parmi les langues couchitiques orientales à l'intérieur desquelles il constitue le sous-groupe couchitique oriental des hautes terres, avec des langues telles que le sidama, l'hadiyya ou le darasa (en).

## Phonologie
Les tableaux montrent la phonologie du burji: les consonnes et les voyelles.

### Voyelles
|         | Antérieure    | Centrale      | Postérieure   |
| ------- | ------------- | ------------- | ------------- |
| Fermée  | i [i] ii [iː] |               | u [u] uu [uː] |
| Moyenne | e [e] ee [eː] |               | o [o] oo [oː] |
| Ouverte |               | a [a] aa [aː] |               |

[a]

### Consonnes
|              |              | Bilabiales | Dentales | Alvéol. | Dorsales | Dorsales | Glottales |
| ------------ | ------------ | ---------- | -------- | ------- | -------- | -------- | --------- |
| Palatales    | Vélaires     | Bilabiales | Dentales | Alvéol. |          |          | Glottales |
| Occlusives   | Sourde       | p [p]      | t [t]    |         |          | k [k]    | ʔ [ʔ]     |
| Occlusives   | Sonore       | b [b]      | d [d]    |         |          | g [g]    |           |
| Occlusives   | Éjectives    | p’ [p’]    | t’ [t’]  |         |          | k’ [k’]  |           |
| Occlusives   | Implosives   | ɓ [ɓ]      | ɗ [ɗ]    |         |          |          |           |
| Fricative    | Fricative    | f [f]      | s [s]    |         | š [ʃ]    |          | h [h]     |
| Affriquée    | Sourde       |            |          |         | c [t͡ʃ]   |          |           |
| Affriquée    | Sonore       |            |          |         | j [d͡ʒ]   |          |           |
| Affriquée    | Éjectives    |            |          |         | c’ [t͡ʃ’] |          |           |
| Nasale       | Nasale       | m [m]      |          | n [n]   | ny [ɲ]   |          |           |
| liquide      | liquide      |            | r [r]    | l [l]   |          |          |           |
| Semi-voyelle | Semi-voyelle | w [w]      |          |         | y [j]    |          |           |

## Sources
- (en) Sasse, Hans-Jürgen, An Etymological Dictionary of Burji, Kuschitische Sprachstudien 1, Hamburg: Hemut Buske Verlag, 1982.  (ISBN 3-87118-561-2)